# Vibratome

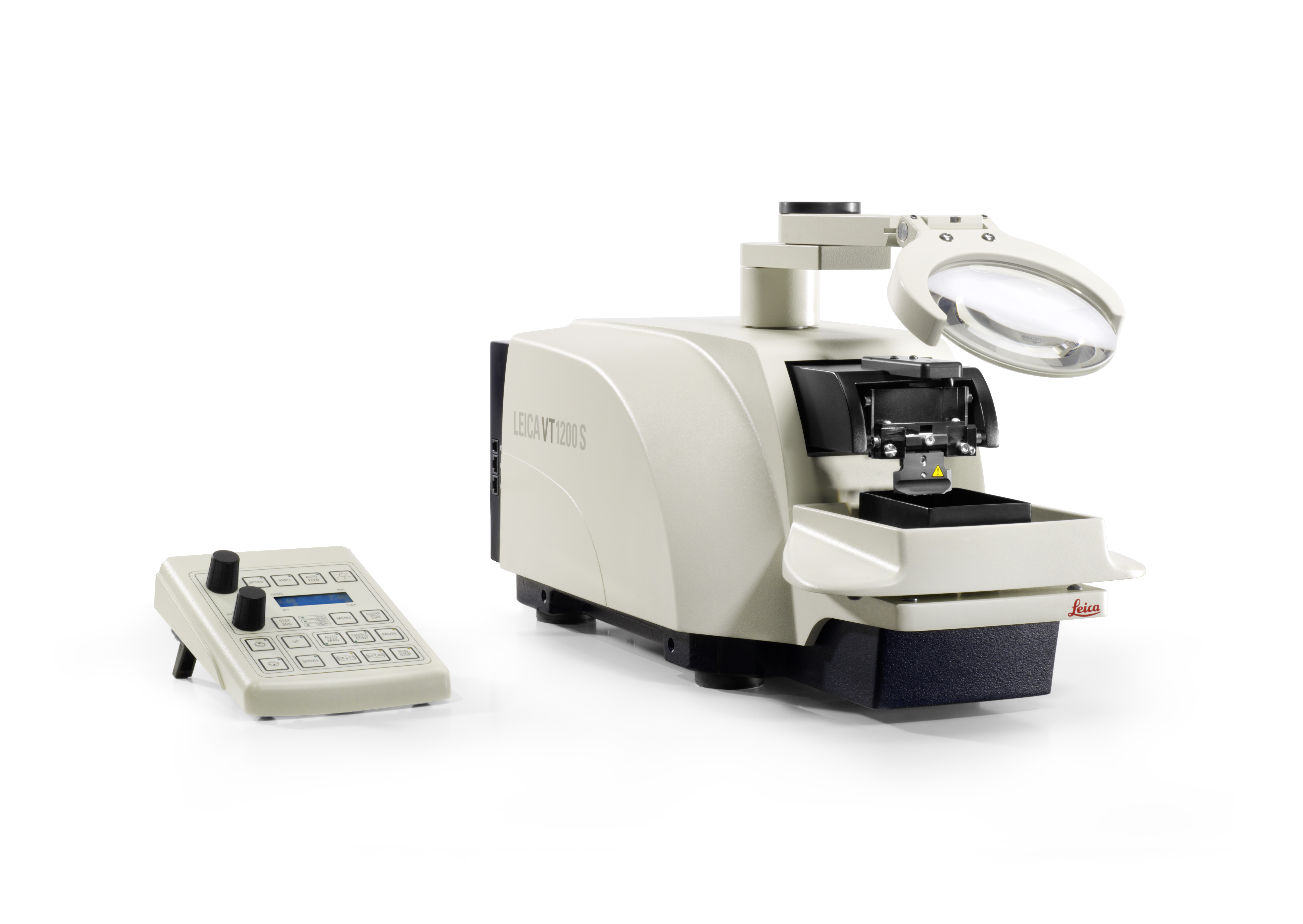
Vibratome produit par Leica Biosystems

Un vibratome est un instrument utilisé pour couper de fines tranches de matériau. Il est similaire à un microtome mais utilise une lame vibrante pour couper à travers les tissus. Vibratome n'est pas un nom générique mais une marque déposée de Leica Biosystems Richmond, Inc. aux États-Unis.

## Description
Un vibratome est un instrument utilisé pour couper de fines tranches de matériau (bien que, généralement, des tranches plus épaisses que celles coupées dans des échantillons enrobés de paraffine à l'aide d'un microtome). Il est similaire à un microtome mais utilise une lame vibrante pour couper à travers les tissus. L'amplitude des vibrations, la vitesse et l'angle de la lame peuvent tous être contrôlés. Des morceaux de tissus fixes ou frais sont incorporés dans de l'agarose à basse température de gélification. (Certains ont réussi sans utiliser l'agarose pour l'incorporation [réf. nécessaire] ) Le bloc d'agarose résultant contenant le morceau de tissu est ensuite attaché à un bloc métallique et sectionné pendant qu'il est immergé dans un bain d'eau ou de tampon. Les sections individuelles sont ensuite recueillies avec une brosse fine et transférées sur des lames ou des plaques multipuits pour la coloration.

## Avantages
- Pas nécessaire de déshydrater les tissus avant l'implantation, ce qui réduit la perte de constituants cellulaires ;
- Aucune incorporation de paraffine salissante ;
- Permet l'incorporation des tissus à l'agarose pour fournir une stabilité de coupe ;
- Pas besoin de déparaffiner et de réhydrater les coupes avant l'immunocoloration ;
- Pas de températures élevées ou de traitements chimiques agressifs pouvant entraîner une instabilité des antigènes ;
- Aucune lame de microtome spéciale requise ;
- Moins de risques d'artefacts causés par l'incorporation ou la congélation de la paraffine ;
- Diminution de l'autofluorescence des tissus en raison de l'absence de fixation au formol et d'incorporation de paraffine ;
- Réduction du délai entre le prélèvement de tissu et le moment de l'immunomarquage ;
- Permet la création directe de sections flottantes pour l'immunohistochimie.

## Inconvénients
- Au lieu de rubans, des sections individuelles sont coupées et collectées, qui sont plus délicates et plus difficiles à manipuler.
- Les sections sont généralement plus épaisses que celles obtenues avec les méthodes à la paraffine ; la pénétration des anticorps et autres réactifs peut être plus lente et donc des temps d'incubation plus longs peuvent être nécessaires. De plus, les sections épaisses peuvent être difficiles à imager avec le microscope. Cependant, les sections épaisses sont compatibles et parfois même souhaitables en microscopie confocale.
- La fixation des sections de vibratome sur des lames de verre peut être difficile voire impossible, en raison de l'épaisseur des sections[2].